# Crownies
Crownies é uma série de televisão australiana exibida pela primeira vez no canal ABC1 em 2011. Gira em torno de um grupo de advogados recém formados na faculdade de direito, trabalhando com os Procuradores da Coroa (ou "Crownies"), que são os promotores públicos no sistema legal de justiça da Austrália, trabalhando para o Gabinete do Diretor do Ministério Público.
A série foi filmada em Sydney, Nova Gales do Sul e também em muitas partes das cidades mencionadas no programa (por exemplo, Annandale), apesar da história ocorrer em Sydney. Muitas cenas foram filmadas em Parramatta, no tribunal de justiça de Parramatta por razões financeiras.
A primeira temporada teve 22 episódios, com uma hora de duração nas noites de quinta-feira. No Brasil estreou em 3 de fevereiro de 2012 no canal +Globosat.
Em vez de uma segunda temporada, o canal teve a odeia de produzir uma história derivada, a Janet King, que se concentra mais nos aspectos jurídicos.

## Elenco

### Principal
- Todd Lasance como Ben McMahon
- Hamish Michael como Richard Stirling
- Ella Scott Lynch como Erin O'Shaughnessy
- Andrea Demetriades como Lina Badir
- Marta Dusseldorp como Janet King
- Indiana Evans como Tatum Novak
- Peter Kowitz como Tony Gillies
- Jeanette Cronin como Tracey Samuels
- Lewis Fitz-Gerald como David Sinclair QC
- Jerome Ehlers como Rhys Kowalski

### Recorrente
- Chantelle Jamieson como Julie Rousseau
- Christopher Morris como Andy Campbell
- Daniel Lissing como Conrad De Groot
- Marcus Graham como Danny Novak
- Aimee Pedersen como Ashleigh Larsson
- Ritchie Singer como O Honorável Sr. Justice Rosenberg
- Paul Moxey como Harry
- Petra Yared como Paula Corvini